# Zlatá studňa (Kremnické vrchy, 1265 m)
Zlatá studňa je vrch v hlavním hřebenu Kremnických vrchů o nadmořské výšce 1265 m. Spolu s Velestúrem a Smrečníkem tvoří rozsáhlý masiv v jižní polovině pohoří. Zlatá studňa svou výškou kraluje hřebeni mezi Králickým sedlem a sedlem Tri kríže.

## Přístup
- Po  značce z Velestúru nebo Králického sedla